# Micropsectra latifrons
Micropsectra latifrons är en tvåvingeart som först beskrevs av Jean-Jacques Kieffer 1925.  Micropsectra latifrons ingår i släktet Micropsectra och familjen fjädermyggor.
Artens utbredningsområde är Tyskland. Inga underarter finns listade i Catalogue of Life.